# De laatste rit
De laatste rit is een hoorspel van Ad van Seijen. De NCRV zond het uit op zondag 8 april 1973. De regisseur was Johan Wolder. De uitzending duurde 28 minuten.

## Rolbezetting
- Tonny Foletta (Joop Nagel)
- Dogi Rugani (Ria, zijn vrouw)
- Joke Reitsma-Hagelen (Martie, hun dochter)
- Hans Karsenbarg (Paul)
- Joris Bonsang (meneer Brinkman)
- Frans Somers (een politieman)
- Floor Koen (een andere politieman)

## Inhoud
Dit hoorspel stelt het probleem van het ontslag van de oudere werknemer centraal. Joop Nagel is het slachtoffer. Op zijn achtenvijftigste staat hij plots op straat, werkloos. De particuliere busmaatschappij waar hij chauffeur was, kon het hoofd niet meer boven water houden. Ze moesten mensen ontslaan. “Ze doen dat van bovenaf. Eerst de ouderen eruit. Die kunnen wel weg, al zijn ze nog zo bekwaam,” zegt Joop Nagel verbitterd tegen zijn vrouw. Die is slecht tegen de situatie opgewassen en overstelpt hem met verwijten: “Je bent alleen maar een buschauffeur, niet een mens die zich kan aanpassen. Ik zou me kunnen voorstellen dat andere buschauffeurs van jouw leeftijd die ineens op straat komen te staan, blij zijn dat ze er af zijn.” Er ontstaat een ruzie-achtige sfeer in hun gezin. Ze zijn in wezen allemaal getroffen door het plotselinge ontslag dat hun leven van alledag ontwricht heeft…